# Resolution 2059 des UN-Sicherheitsrates
Die Resolution 2059 des UN-Sicherheitsrates ist eine Resolution, die der Sicherheitsrat der Vereinten Nationen in der 6812. Sitzung am 20. Juli 2012 einstimmig beschloss. Sie wurde von Frankreich, Deutschland, Portugal und dem Vereinigten Königreich eingebracht und beschäftigte sich mit der Situation im Nahen Osten. Konkret verlängerte der Sicherheitsrat das Mandat der United Nations Supervision Mission in Syria (UNSMIS) um 30 Tage bis zum 21. August 2012.
Im Vorfeld stellten Frankreich, Deutschland, Portugal, das Vereinigte Königreich und die Vereinigten Staaten einen Resolutionsentwurf zu Wahl, der der syrischen Regierung Maßnahmen nach Kapitel VII der Charta der Vereinten Nationen androhte. Die Volksrepublik China und Russland verhinderten aber durch ihr Veto eine Verabschiedung.
Nach der Resolution 2059 eskalierte die Lage in Syrien weiter. Schon vier Tage später zog die UNSMIS aus Sicherheitsgründen die Hälfte ihres Personals ab.

## Hintergrund
Der Bürgerkrieg in Syrien begann im März 2011, als es während des Arabischen Frühlings auch in Syrien zu friedlichen Demonstrationen kam. Dabei verlangten die Teilnehmer politische Freiheit und den Sturz der Regierung von Präsident Baschar al-Assad. Sicherheitskräfte setzen scharfe Munition gegen Demonstranten ein und Oppositionelle werden in der Haft gefoltert. In der zweiten Hälfte des Jahres 2011 begannen sich die Regimegegner verstärkt zu bewaffnen und gegen Assads Streitkräfte zu kämpfen, wodurch sich der Konflikt zu einem Bürgerkrieg entwickelte. Seitdem gab es verschiedene Oppositionsbündnisse, darunter den Syrischen Nationalrat (SNC) und das Nationale Koordinationskomitee für Demokratischen Wandel. Manche dieser Bündnisse sprechen sich gegen ein bewaffnetes Vorgehen aus. Ehemalige Soldaten gründeten zudem die Freie Syrische Armee (FSA), die sich als bewaffneter Arm der syrischen Opposition sah.

### UNSMIS
Anfang April 2012 vermittelte der ehemalige Generalsekretär der Vereinten Nationen, Kofi Annan, eine Waffenruhe, die ab dem 12. April 2012 gelten sollte und auch von der die syrischen Führung unter Präsident Baschar al-Assad Zustimmung fand. Die Waffenruhe wurde aber in der Folge von beiden Seiten ignoriert. So erfolgte etwa am 25. und 26. Mai das Massaker von Hula bei dem über 100 Menschen getötet wurden. Am 12. Juli starben beim Angriff auf Tremseh zwischen 100 und 250 Menschen. Die Opposition und die Regierung schoben die Verantwortung für die Bluttaten der jeweils anderen Seite zu.
Die UNSMIS war ursprünglich ein Vorausteam (Advance Team to Monitor Ceasefire in Syria) zur Überwachung der Waffenruhe im Bürgerkrieg in Syrien. Die Voraussetzungen dafür schuf der Sicherheitsrat mit der Resolution 2042 vom 14. April. Durch die Resolution 2043 vom 21. April 2012 erhielt sie ihr, vorerst 90-tägiges, Mandat und wurde personell von 30 auf 300 unbewaffnete Militärbeobachter aufgestockt. Das Mandat der Mission wäre in der Nacht zum 21. Juli abgelaufen.
Ein Vertreter des oppositionellen Syrischen Nationalrats (SNC) bezeichnete den Friedensplan und die Mission im Vorfeld als „Totgeburt“.

### Anschlag auf syrische Regierung
Bei einem Selbstmordanschlag auf das Hauptquartier des nationalen Sicherheitsbüros am 18. Juli, nur zwei Tage vor Verabschiedung der Resolution, starben mehrere syrische Regierungsmitglieder, darunter der Verteidigungsminister Daud Radschha, der Schwager von al-Assad, Assif Schaukat und Geheimdienstchef General Hischam al-Ichtiyar. Der Zustand des ebenfalls bei dem Anschlag verletzten Innenministers Mohammed asch-Schaar (er hat überlebt) war zum Zeitpunkt der Resolution ungeklärt.

## Verhandlungen

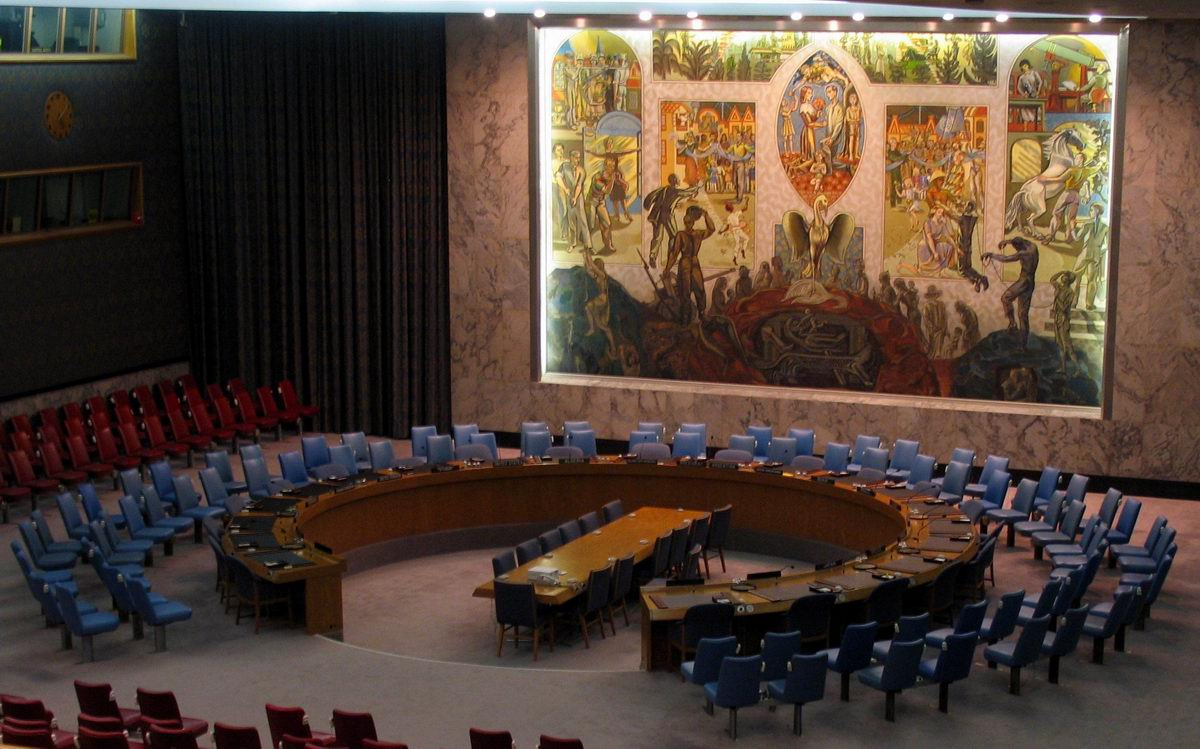
Sitzungssaal des Sicherheitsrates im UN-Hauptquartier in New York

Einen Tag vor Verabschiedung der Resolution, auf der 6810. Sitzung des Sicherheitsrates am 19. Juli, scheiterte der Versuch Frankreichs, Deutschlands, Portugals, des Vereinigten Königreichs und der Vereinigten Staaten eine Resolution einzubringen, die die Mission um 45 Tage verlängerte und die der syrischen Regierung Sanktionen nach Kapitel VII der Charta der Vereinten Nationen im Falle einer Nichteinhaltung der Waffenruhe androhte (Vollständiger Text des Entwurfes unter Weblinks). Grund dafür war ein Veto von Russland und der Volksrepublik China. Pakistan und Südafrika enthielten sich der Abstimmung.
Russland begründete seinen Schritt mit dem Wunsch eine „libysche Lösung“, also eine Militärintervention, zu verhindern. Libyen wurde nach der Resolution 1973 mithilfe internationaler Truppen bombardiert, was entscheidend zum Sturz des Regimes von Muammar al-Gaddafi beitrug. Russland reichte einen eigenen Text ein, den es aber, mangels Erfolgsaussichten, nicht zur Wahl stellte.
Der chinesische Vertreter im Sicherheitsrat, Li Baodong, begründete das Veto mit der Einseitigkeit des Entwurfs, den er als „konterproduktiv“ bezeichnete. Er erklärte, dass sein Land keinerlei Eigeninteressen in Syrien besäße und auf Annans Friedensplan setzte. Die Krise sollte in Syrien selbst gelöst werden, wobei sich China als Schutzmacht für das syrische Volk und den grundsätzlichen Normen für internationale Beziehungen sieht.
Der ebenfalls eingeladene Repräsentant von Syrien, Bashar Ja’afari, forderte vor den Sicherheitsratsmitgliedern eine kurze und praktische Resolution, die den 6-Punkte-Plan überwachen sollte. Er sprach von einer Gruppe von Staaten die den Friedensplan scheitern lassen, indem sie über die „Freunde Syriens“, einer internationalen Kontaktgruppe, einen parallelen Fahrplan etablieren und durch Störmanöver den Eindruck erwecken wollten, dass die syrische Regierung ihr Volk tötet. Außerdem erwähnte er den Anschlag auf die Regierungsmitglieder am 18. Juli und gab ausländischen Terrorgruppen die Verantwortung dafür.

## Inhalt
Der Sicherheitsrat würdigte die Tätigkeit der UNSMIS und beschloss ihr Mandat um 30 Tage zu verlängern. Die Empfehlungen des Generalsekretärs zur Umstrukturierung der Mission sollten dabei berücksichtigt werden. Dabei erwähnte der Sicherheitsrat die zunehmend gefährliche Sicherheitslage in Syrien.
Der Sicherheitsrat forderte alle Parteien auf, die Sicherheit und Bewegungsfreiheit der UNSMIS zu garantieren. Er erwähnte außerdem, dass die syrischen Behörden dabei die Hauptverantwortung tragen.
Der Sicherheitsrat erklärte zusätzlich, dass das Mandat der UNSMIS in Zukunft nur dann wieder verlängert wird, wenn in Syrien keine schweren Waffen mehr eingesetzt werden und alle Seiten die Gewalt eingeschränkt haben.
Abschließend erklärte der Sicherheitsrat seine Bereitschaft in der Sache weiter aktiv zu bleiben und forderte Generalsekretär Ban Ki-moon auf, innerhalb von 15 Tagen Bericht zu erstatten.

## Reaktionen und Folgen
Der russische UN-Botschafter Witali Tschurkin zeigte sich zufrieden über den „Appell an die beiden Konfliktparteien, die Gewalt zu beenden“.
Der bisherige Leiter der UNSMIS, der norwegische General Robert Mood, stand nicht mehr für eine Verlängerung zur Verfügung und wurde durch den senegalesischen General Babacar Gaye ersetzt. Dieser räumte kurz nach Verabschiedung der Resolution ein, dass die Ergebnisse der Mission nicht zufriedenstellend waren. Er wehrte sich aber gegen die Ansicht bei der 30-tägigen Verlängerung handelte es sich lediglich um Zeit für einen geordneten Rückzug. Er betonte die gegebene Zeit bestmöglich nutzen zu wollen. Die Regierung der Vereinigten Staaten sprach dagegen aber von der Möglichkeit eines „sicheren und geordneten Rückzugs“ durch die Verlängerung.
Vier Tage nach der Resolution, am 24. Juli, begann die UNSMIS, aufgrund der sich verschlechternden Sicherheitslage, die Hälfte seines Personals aus Syrien abziehen. Es gab keine Planungen für eine Rückkehr dieser Beobachter.